# 北秋田市立合川中学校
北秋田市立合川中学校（きたあきたしりつあいかわちゅうがっこう）は秋田県北秋田市にある市立中学校。

## 学校概要
校是
- 「天に星・地に花・人に愛」共に美しく

教育目標
- 礼儀正しく、ねばり強く学び、共に高め合う生徒の育成

校歌
・作詞 畠山義郎 ・作曲 露木 次男

## 沿革

### 年表
- 1947年（昭和22年）- 六三制導入に伴い下小阿仁・上大野・下大野・落合中学校設置[1]。
- 1960年（昭和35年）9月1日 - 合川西、南、北の3中学校が統合して合川中学校が創立[2]
- 1961年（昭和36年）
  - 2月10日 - 校章制定
  - 3月16日 - 校旗制定
- 1962年（昭和37年）4月1日 - 合川東中学校を統合
- 1963年（昭和38年）12月1日 - 統合中学校校舎が完成
- 1998年（平成10年）12月23日 - 第6回全国中学校駅伝大会女子5位入賞[3]

## 通学区域
- 合川小学校の学区（道城、上杉、下杉、新田目、川井、福田、根田、羽根山、鎌沢、三木田、三里、芹沢、八幡岱新田、木戸石及び増沢の大字地内）[4]

## 進学前小学校
- 北秋田市立合川小学校[4]

## 学区内の主な施設
- 秋田県道24号鷹巣川井堂川線
- 秋田県道3号二ツ井森吉線
- 翆雲公園（あじさい）
- 大野台工業団地
- 北秋田市民病院
- 秋田県立北欧の杜公園

## 交通
- 秋北バス合川中学校前バス停より徒歩約4分
- 秋田内陸縦貫鉄道秋田内陸線 合川駅より徒歩約20分